# Pedaria spinithorax
Pedaria spinithorax är en skalbaggsart som beskrevs av Paulian, Cambefort och Mauchamp 1982. Pedaria spinithorax ingår i släktet Pedaria och familjen bladhorningar. Inga underarter finns listade i Catalogue of Life.